# Back in Black (album AC/DC)
Back in Black è il settimo album in studio del gruppo musicale australiano AC/DC, pubblicato il 25 luglio 1980 dalla Atco Records.
Si tratta del loro disco di maggior successo, con più di 50 milioni di copie vendute nel mondo, di cui 27 milioni nei soli Stati Uniti d'America. Risulta essere inoltre l'album più venduto nel mondo dopo Thriller di Michael Jackson. È al numero 77 nella classifica dei 500 migliori album stilata dalla rivista Rolling Stone e al numero 26 in quella relativa agli album degli anni ottanta.
L'episodio della morte di Bon Scott, cantante del gruppo dal 1974 al 1980, ha probabilmente influito sui temi trattati dai brani sul disco, che si avvicina a essere un concept album sulla morte e l'edonismo. Nel 2005 è stata pubblicata una versione DualDisc in cui viene narrata la storia dell'album dagli stessi autori in modo più dettagliato.

## Antefatti
Nel 1979, dopo il successo del loro ultimo album Highway to Hell, gli AC/DC partirono alla volta della Francia e del Regno Unito per le date del loro ultimo tour, e, tra un concerto e l'altro, iniziarono a sviluppare l'idea di un nuovo album. Nella notte del 18 febbraio 1980, il cantante Bon Scott si recò ad un locale di Londra chiamato Music Machine, dove partecipò ad un binge drinking, ma gli eccessi e le colossali bevute di alcol con l'amico Alistair Kinnear gli fecero perdere i sensi, tanto che Kinnear lo lasciò riposare durante la notte sul sedile anteriore lato passeggero della sua Renault 5, parcheggiata al numero 67 della via Overhill Road in East Dulwich. La mattina dopo, Scott venne trasportato in gravi condizioni al King's College Hospital, dove venne dichiarato morto dal suo medico personale per intossicazione acuta da alcol e classificata come "morte accidentale". I resti di Scott furono cremati e le sue ceneri vennero sepolte nel cimitero di Fremantle, in Australia.
La perdita di Bon devastò la band, che in un primo momento decise di chiudere lì la loro carriera musicale, ma gli amici e i familiari li spronarono ad andare avanti, e di fare in modo di rendere omaggio al loro amico. Dopo i funerali, il gruppo, su consiglio di Malcolm Young, reclutò Brian Johnson, cantante di origini italiane già componente del gruppo glam rock di Newcastle Geordie. Johnson, dopo molti provini, venne ufficialmente dichiarato nuovo cantante degli AC/DC l'8 aprile del 1980.

## Registrazione

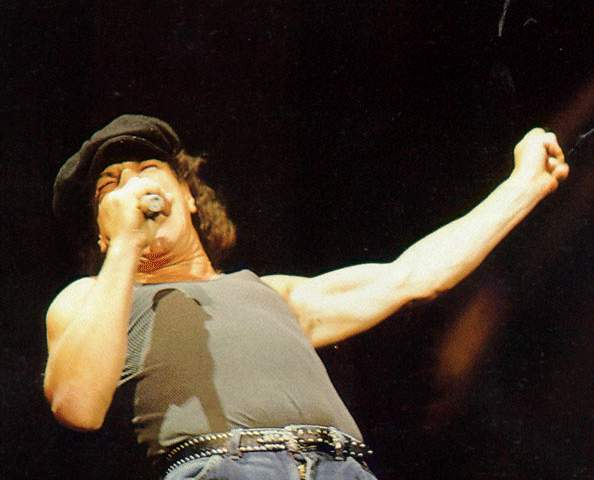
Brian Johnson prese il posto di Bon Scott come cantante del gruppo

Back in Black era inizialmente destinato ad essere inciso agli E-Zee Hine Studios di Londra, visto che gli AC/DC avrebbero preferito registrare l'intero album nel Regno Unito. Ad una settimana prima dell'inizio ufficiale delle sedute, tuttavia, era giunta notizia che nessuno studio di Londra sarebbe stato disponibile: come seconda scelta, il gruppo decise che le registrazioni avrebbero dovuto avere luogo presso i Compass Point Studios di Nassau (Bahamas), nell'aprile e maggio del 1980. Questa scelta fu data anche dal fatto che le Bahamas avrebbe presentato al gruppo anche un notevole vantaggio fiscale.
La lavorazione del disco fu particolarmente travagliata per il gruppo: le loro attrezzature furono inizialmente bloccate alla dogana e durante le sessioni l'isola venne colpita da una violenta tempesta tropicale che mandò in cortocircuito le apparecchiature dello studio. Johnson raccontò che ebbero grossi problemi nell'aggiustare l'equipaggiamento e dichiarò di essersi trovato sotto pressione, dato che questa era la prima volta che lavorò con il gruppo. Il cantante, inoltre, ricorda di aver fatto riferimento al cattivo tempo anche nella strofa iniziale di Hells Bells («I'm rolling thunder, pourin' rain. I'm comin' on like a hurricane. My lightning's flashing across the sky. You're only young but you're gonna die»). Quando Brian Johnson divenne il nuovo cantante solista, gli AC/DC iniziarono a comporre i brani; i fratelli Young si occuparono di comporre la musica, mentre Johnson scrisse i testi e le melodie.
Come ingegnere del suono venne contattato Tony Platt, già collaboratore per Highway to Hell, che però, durante le sedute, trovò che dal punto di vista sonoro lo studio non offrisse le sonorità tipiche del gruppo, previsto per apparire più asciutto e compatto rispetto ai loro precedenti lavori. Un aneddoto divertente riguardo alle registrazioni fu il fatto che, nei primi di aprile, l'incisione di Back in Black venne interrotta a causa di un granchio, che si era intrufolato all'interno di una delle sale. I riff della chitarra registrati da Angus Young vennero rifiniti e arricchiti dal Schaffer-Vega Diversity System, un sistema ideato da Ken Schaffer e che consentì a rendere i suoni più puliti.
Secondo quanto riferito da Angus Young, la copertina totalmente nera scelta per l'album era un «segno di lutto» per la scomparsa prematura di Bon Scott. L'Atlantic Records aveva qualche perplessità circa una copertina così listata a lutto, ma accettò l'idea a patto che il gruppo mettesse almeno un contorno grigio alle lettere del logo AC/DC per rendere riconoscibile al pubblico che fosse un disco del gruppo. Un altro chiaro riferimento alla morte di Scott, sta nel fatto che il disco inizia con i rintocchi di una campana a morto, sui quali la band suona il primo pezzo dell'album.

## Video musicali
La band registrò sei videoclip per l'album che furono girati a Breda, nei Paesi Bassi. Le canzoni che usarono per i video sono Back in Black, Hells Bells, What Do You Do for Money Honey, You Shook Me All Night Long, Let Me Put My Love into You e Rock and Roll Ain't Noise Pollution, e si tratta di semplici riprese del gruppo che esegue i brani. La maggior parte del girato rimase comunque ufficialmente inedita.

## Tracce
Testi e musiche di Malcolm Young, Angus Young e Brian Johnson.
1. Hells Bells – 5:13
2. Shoot to Thrill – 5:18
3. What Do You Do for Money Honey – 3:36
4. Given the Dog a Bone – 3:32
5. Let Me Put My Love Into You – 4:15
6. Back in Black – 4:16
7. You Shook Me All Night Long – 3:30
8. Have a Drink on Me – 3:59
9. Shake a Leg – 4:06
10. Rock and Roll Ain't Noise Pollution – 4:15

## Formazione

### Gruppo
- Brian Johnson – voce
- Angus Young – chitarra solista
- Malcolm Young – chitarra ritmica, cori
- Cliff Williams – basso, cori
- Phil Rudd – batteria

### Produzione
- Robert John "Mutt" Lange – produzione
- Tony Platt – ingegneria
- Benji Armbrister, Jack Newber – assistenza tecnica
- Brad Samuelsohn – missaggio
- Bob Ludwig – mastering (LP originale)
- Barry Diament – mastering (1ª edizione CD)
- Ted Jensen – rimasterizzazione (ristampa EMI/Atco)
- George Marino – rimasterizzazione (ristampa Epic)
- Bob Defrin – direzione artistica
- Robert Ellis – fotografia

## Successo commerciale
Back in Black venne pubblicato il 25 luglio 1980, a circa sei mesi di distanza dalla morte di Bon Scott. Come dichiarato dallo stesso chitarrista Angus Young, gli AC/DC erano molto nervosi riguardo alla prestazione commerciale dell'album e dei modi in cui sarebbe stato accolto dalla critica. Tuttavia il successo fu senza precedenti: l'album debuttò al primo posto della classifica britannica e raggiunse la quarta posizione della Billboard 200, stabilendo quello che Rolling Stone definì "un piazzamento eccezionale per un album heavy metal". Malgrado non sia mai riuscito a raggiungere la prima posizione, è rimasto presente all'interno della classifica americana con oltre 600 settimane di permanenza.
Dopo la pubblicazione di Back in Black, i precedenti lavori del gruppo Highway to Hell, If You Want Blood You've Got It e Let There Be Rock, rientrarono tutti nella classifica britannica, rendendo gli AC/DC la prima band dai tempi dei Beatles con quattro album in classifica simultaneamente. Il successo americano spinse inoltre la Atlantic Records, l'etichetta statunitense del gruppo, a pubblicare per la prima volta negli Stati Uniti il loro album del 1976 Dirty Deeds Done Dirt Cheap, che nel maggio 1981 raggiunse il terzo posto in classifica, superando il quarto posto di Back in Black.
Con circa 50 milioni di copie vendute nel mondo, Back in Black è il secondo album più venduto di tutti i tempi, dopo Thriller di Michael Jackson. Il 21 agosto 2024 ha raggiunto la cifra di 27 milioni di copie certificate dalla Recording Industry Association of America, diventando il terzo album più venduto negli Stati Uniti dietro Their Greatest Hits (1971-1975) degli Eagles e lo stesso Thriller.

## Classifiche

### Classifiche settimanali
| Classifica (1980-2021) | Posizione massima |
| ---------------------- | ----------------- |
| Australia              | 1                 |
| Austria                | 6                 |
| Canada                 | 1                 |
| Danimarca              | 27                |
| Finlandia              | 9                 |
| Francia                | 1                 |
| Germania               | 3                 |
| Grecia                 | 1                 |
| Italia                 | 17                |
| Norvegia               | 8                 |
| Nuova Zelanda          | 24                |
| Paesi Bassi            | 27                |
| Regno Unito            | 1                 |
| Spagna                 | 14                |
| Stati Uniti            | 4                 |
| Stati Uniti (digital)  | 18                |
| Svezia                 | 12                |
| Svizzera               | 1                 |

### Classifiche di fine anno
| Classifica (1980) | Posizione |
| ----------------- | --------- |
| Australia         | 14        |
| Canada            | 47        |
| Francia           | 2         |
| Germania          | 37        |
| Regno Unito       | 38        |
| Classifica (1981) | Posizione |
| Australia         | 3         |
| Canada            | 9         |
| Germania          | 5         |
| Italia            | 48        |
| Stati Uniti       | 7         |
| Classifica (2021) | Posizione |
| Islanda           | 84        |
| Svezia            | 75        |
| Classifica (2024) | Posizione |
| Portogallo        | 149       |